# Disney Theatrical Productions
Disney Theatrical Productions Limited (DTP), conosciuta anche come Disney on Broadway, è la principale compagnia teatrale e produttrice musical del Disney Theatrical Group, una sussidiaria dei Walt Disney Studios, uno dei più importanti business della Walt Disney Company.
Fondata nel 1993 dal veterano della Disney Entertainment Ron Logan nel ruolo di Walt Disney Theatrical, la divisione si è guadagnata una reputazione nel settore per la creazione di spettacoli professionali e popolari (sia critici che finanziari), a partire dall'acclamato Beauty and the Beast del 18 aprile 1994 e più recentemente con The Jungle Book, il 23 settembre 2019. La compagnia è una divisione del Disney Theatrical Group, guidata da Thomas Schumacher.

## Storia
La Walt Disney Theatrical Production, Ltd. (DTP) è stata costituita l'8 febbraio 1993 con Ron Logan, capo della produzione della Disney Park, come presidente della produzione di Beauty and the Beast. Beauty and the Beast è stato aperto a Broadway al Palace Theatre il 18 aprile 1994. La Disney Theatrical ha firmato un contratto di locazione di 49 anni con il New Amsterdam Theatre nel maggio del 1995. L'edificio è stato rinnovato dalla Disney Development Company. Con Il re leone in esame per il prossimo adattamento di Broadway, Eisner ha ceduto il DTP al presidente della Disney Animation, Peter Schneider e Thomas Schumacher, su loro richiesta, facendoli rispettivamente presidente e vicepresidente esecutivo della DTP. Nel 1997, DTP riaprì il New Amsterdam Theatre con King David seguito dal musical The Lion King.
Peter Schneider è stato promosso presidente della Disney Studios nel gennaio 1999, mentre Thomas Schumacher è stato promosso presidente della Walt Disney Feature Animation e della Walt Disney Theatrical Productions, mentre entrambi sono co-presidenti della Disney Theatrical. Il 23 novembre 1999, il nome della società fu cambiato in Buena Vista Theatrical Group Limited, con la Disney Theatrical Productions che divenne una divisione del gruppo con la formazione di Hyperion Theatricals nel gennaio del 2000.
Schneider lasciò Disney Theatrical nel giugno del 2001 per formare la sua compagnia di produzione teatrale parzialmente finanziata dalla Disney. Il suo primo progetto è stato lo sviluppo e la regia della versione teatrale di Sister Act con Michael Reno. Il musical ha avuto la sua prima mondiale ufficiale il 3 novembre 2006 presso la Pasadena Playhouse, con DTP come presentatore associato durante la sua corsa a Broadway.
Il musical Freaky Friday è stato sviluppato dalla Disney Theatrical Productions dal libro e dai film Disney per i teatri in licenza. Il musical è stato presentato in anteprima ad ottobre 2016 al Signature Theatre di Arlington, in Virginia, seguito da altre tre produzioni di minacce. In concomitanza con l'uscita dell'adattamento per il film originale di Disney Channel, una versione in un atto del musical teatrale (basata sull'adattamento) è stata resa disponibile il 10 agosto 2018 per le licenze.
Le News della Disney Theatrical Productions hanno debuttato nelle sale cinematografiche il 19 febbraio 2017.

## Adattamenti d'animazione

### La Bella e la Bestia
Lo spettacolo ha iniziato le anteprime a New York City il 9 marzo 1994 e ufficialmente aperto al Palace Theatre il 18 aprile 1994. Il musical è stato il primo adattamento di Broadway della Disney, basato sul film d'animazione del 1991 di Linda Woolverton e con musica e testi di Alan Menken, Howard Ashman e Tim Rice. Diverse nuove canzoni furono scritte per il musical di Broadway, tra cui Home, una ballata cantata da Belle che divenne presto la firma del musical.

### Il Re Leone
Lo spettacolo ha iniziato le anteprime a New York City il 25 ottobre 1997 e ufficialmente aperto al New Amsterdam Theatre il 13 novembre 1997. Il musical è stato il primo adattamento di Broadway della Disney, basato sul film d'animazione del 1994 di Hans Zimmer e con musica e testi di Elton John e Tim Rice.

### Il Gobbo di Notre Dame
Il musical debuttò il 5 giugno 1999, in occasione dell'inaugurazione del Musical Theater Berlin (oggi Theater am Potsdamer Platz). Dopo un grande successo, chiuse i battenti nel giugno 2002. Con la regia di James Lapine, la traduzione in tedesco fu curata da Michael Kunze, le coreografie da Lar Lubovitch, le scenografie da Heidi Ettinger, i costumi da Sue Blane, le luci da Rick Fisher, il suono da Tony Meola e le proiezioni da Jerome Sirlin.
Questo fu il primo musical della Disney a debuttare al di fuori degli Stati Uniti, e divenne uno dei musical più longevi di Berlino fino ad oggi. Come La Bella e la Bestia e Il Re Leone, Il Gobbo di Notre Dame debuttò tre anni dopo l'uscita del film da cui è tratto.
Il musical è un adattamento più dark e gotico del film d'animazione del 1996, maggiormente basato sul romanzo del 1831 di Victor Hugo. Secondo il traduttore Michael Kunze, stava "facendo campagna per permettere a Esmeralda di morire alla fine, come nel libro. C'era la sensazione che il pubblico sarebbe rimasto depresso se Esmeralda fosse morta. Credo che un pubblico europeo lo considererebbe un finale molto romantico... due anime perse che finalmente si ritrovano. La gente piangerà, ma sarà commossa. Ed è un finale molto romantico". I produttori volevano vedere come "reagirà il pubblico dell'anteprima prima di prendere la decisione finale".
Nel 2008, Stephen Schwartz dichiarò: "Credo che inizieremo Il Gobbo di Notre Dame, si spera, l'anno prossimo (2009). Mi è giunta voce che si stia realizzando". Thomas Schumacher, responsabile della Disney Theatrical, ha parlato delle produzioni teatrali attuali e future in un articolo pubblicato dal Columbus Dispatch il 21 settembre 2008, che includeva una produzione in lingua inglese de Il Gobbo. Il musical ha debuttato negli Stati Uniti al La Jolla Playhouse dal 28 ottobre al 7 dicembre 2014. La produzione è stata diretta da Scott Schwartz e il team creativo include Chase Brock come coreografo, Michael Kosarin come supervisore musicale e arrangiatore, Michael Starobin come orchestratore, Alexander Dodge come scenografo, Alejo Vietti come costumista, Howell Binkley come lighting designer e Gareth Owen come sound design. Il Gobbo di Notre Dame ha tenuto un workshop nel febbraio 2014. La produzione del La Jolla Playhouse è stata trasferita al Paper Mill Playhouse dal 4 marzo al 5 aprile 2015. Nel 2017, la versione tedesca, con le stesse scenografie, è in scena a Berlino e Monaco di Baviera, in Germania. Nel 2018, la produzione si è trasferita a Stoccarda.

### Tarzan
Lo spettacolo, basato sul film d'animazione del 1999 e sul romanzo Tarzan delle scimmie di Edgar Rice Burroughs, debuttò a Broadway il 10 maggio 2006 al Richard Rodgers Theatre. Lo spettacolo fu ampiamente pubblicizzato, con Phil Collins e gli attori principali che promuovevano il nuovo musical in diversi programmi televisivi, tra cui The Today Show, Good Morning America e Live with Regis and Kelly. Dopo essere stato in scena al Richard Rodgers Theatre per oltre un anno, lo spettacolo chiuse i battenti l'8 luglio 2007.
Il 15 aprile 2007, il musical debuttò in Europa, nei Paesi Bassi, come successore de Il Re Leone a Scheveningen. Un musical di Broadway non era mai arrivato nei Paesi Bassi così presto dopo la sua prima a Broadway. Phil Collins fu ospite speciale ai Johnny Kraaijkamp Musical Award del 2006, dove annunciò l'arrivo di Tarzan nei Paesi Bassi. A causa delle dimensioni del Circustheater, lo spettacolo fu ampliato rispetto alla produzione originale di Broadway.
Nel 2008, una nuova produzione debuttò in Germania. Un programma televisivo di casting chiamato "Ich Tarzan, Du Jane" ("Io Tarzan, tu Jane") cercava attori per i ruoli di Tarzan e Jane.
Una versione rinnovata per il tour era stata precedentemente annunciata per il debutto nel gennaio 2009 ad Atlanta al Theatre of the Stars. La nuova produzione avrebbe dovuto presentare la stessa musica e lo stesso libretto, con regia e coreografie di Lynne Taylor-Corbett, scenografie di Kenneth Foy, scene di Paul Rubin e luci di Ken Billington. La produzione fu infine cancellata.

### La Sirenetta
Il musical, basato sul film d'animazione del 1989, ha debuttato a Broadway il 3 novembre 2007 e ha debuttato il 10 gennaio 2008 al Lunt-Fontanne Theatre, nonostante le difficoltà dovute allo sciopero dei macchinisti del Local One, terminato il 28 novembre 2007. La prima mondiale ha avuto luogo all'Ellie Caulkins Opera House presso il Denver Center of the Performing Arts di Denver, in Colorado. Lo spettacolo presenta tutte le canzoni del film, oltre a nove nuove canzoni scritte da Menken e dal paroliere Glenn Slater. Il libretto è stato scritto dal drammaturgo Doug Wright, vincitore del Premio Pulitzer e del Tony Award, con la regia di Francesca Zambello, le coreografie di Stephen Mear, le scenografie di George Tsypin, i costumi di Tatiana Noginova e le luci di Natasha Katz. Il musical a Broadway ha ricevuto recensioni contrastanti. Il cast originale di Broadway comprendeva Sierra Boggess nel ruolo di Ariel, Norm Lewis in quello di Re Tritone, Sherie Rene Scott in quello di Ursula, Eddie Korbich in quello di Scuttle, Sean Palmer in quello del Principe Eric, J. J. Singleton, Cody Hanford, Trevor Braun e Brian D'Addario in quello di Flounder, e Tituss Burgess in quello di Sebastian. Il musical chiuse i battenti il 30 agosto 2009, dopo 685 repliche e 50 anteprime. Nel 2012 debuttò una produzione olandese.

### Aladdin
Nel novembre 2010, Alan Menken ha confermato che era in lavorazione un adattamento teatrale musicale del film d'animazione del 1992, basato su un libro scritto da Chad Beguelin. Lo spettacolo ha debuttato al 5th Avenue Theatre di Seattle dal 7 al 31 luglio 2011. Un'altra produzione è stata rappresentata al Muny Theatre di St. Louis dal 5 al 13 luglio 2012. Il musical ha debuttato a Broadway il 26 febbraio 2014 (in anteprima) e ufficialmente il 20 marzo 2014 al New Amsterdam Theatre, prendendo il posto di Mary Poppins, che ha chiuso i battenti il 3 marzo 2013. Il musical ha avuto un provino pre-Broadway all'Ed Mirvish Theatre di Toronto dal 13 novembre 2013 al 12 gennaio 2014. Casey Nicholaw ha diretto e coreografato, Chad Beguelin ha scritto il libretto e i testi aggiuntivi, Bob Crowley ha curato le scenografie e Gregg Barnes ha curato i costumi. È stato anche annunciato che il musical debutterà ufficialmente nel West End di Londra a giugno 2016, al Prince Edward Theatre, in sostituzione del revival di Miss Saigon, conclusosi il 27 febbraio 2016.

### Il Libro della Giungla
Variety ha dichiarato che esiste un "progetto iniziale Il libro della giungla, una versione melodica (con canzoni del film d'animazione del 1967, basate sul romanzo di Rudyard Kipling) che sarà scritta e diretta da Mary Zimmerman (Metamorfosi)." Un allestimento congiunto della produzione si è svolto al Goodman Theatre di Chicago e all'Huntington Theatre di Boston nel 2013, prodotto su accordo speciale con la Disney Theatrical Productions. Nel 2015, l'intero spettacolo era in magazzino in attesa del film live action del 2016. Il 15 maggio 2020 è stato annunciato che Rajiv Joseph avrebbe scritto il libro, mentre Richard M. Sherman avrebbe scritto nuove canzoni. Christopher Gattelli sarebbe stato anche il regista e le coreografie del musical.